# Claribel Alegría
Clara Isabel Alegría Vides (Estelí, 12. svibnja 1924.), je nikaragvanska pjesnikinja, esejistkinja, romanopiskinja i novinarka. Piše pod pseudonimom Claribel Alegría. Godine 2006. bila je dobitnica prestižne nagrade "Neustadt".

## Životopis
Alegría je rođena u Estelíju, a odrasla u Santa Ani, područje u zapadnom Salvadoru. U dobi od sedamnaest godina, objavljuje svoje prve pjesme u dodatku "Repertorio Americano". Godine 1943. preselila se u SAD, a 1948. je diplomirala filozofiju i književnost na Sveučilištu George Washington. Bila je usko povezana sa Sandinističkom frontom nacionalnog oslobođenja, koja je preuzela vlast nad Nikaragvom 1979. Alegría se vratila u Nikaragvu 1985. godine. Alegría danas živi u Managui, Nikaragva.

## Vanjske poveznice
- (šp.) Claribel Alegría gana premio internacional
- (šp.) Encuentro-Taller con Claribel Alegría